# プロ野球ここだけの話
プロ野球ここだけの話（プロやきゅうここだけのはなし）は、フジテレビONEで2010年から放映が開始されたTV番組である。

## 番組概要
原則としてプロ野球のオフシーズンに放送されるが、SWALLOWS BASEBALL L!VE（プロ野球中継）が中止の場合に雨傘番組として、また早終了時にフィラーとして放送される場合がある。
毎回テーマに合わせ、現役・OBを問わずプロ野球関係者をゲストとして呼び（プロ野球ニュース解説者を含むケースが多い）、福井謙二、渡辺和洋、斉藤舞子、谷岡慎一、田中大貴等のOB含むフジテレビアナウンサーらが司会として進行する。
出演者はカメラに正面を向けるがセットは居酒屋をモチーフとしており、出演者の手元にはビールジョッキ（中身はお茶）がある。当初は番組開始時に乾杯するポーズでスタートしていた。

## 番組内容
| 放送回数 | タイトル | ゲスト                                                                     |
| -------- | --- | -------------------------------------------------------------------------- |
| 1        | 2009年日本シリーズマル秘話炸裂                                                                                  | 岩本勉・橋本清                                                             |
| 2        | ベストヒットBASEBALL                                                                                            |                                                                            |
| 3        | ノムさん |                                                                            |
| 4        | 今こそ語り尽くす！ 近鉄バファローズ                                                                             | 金村義明・阿波野秀幸・佐野正幸                                             |
| 5        | 契約更改舞台裏                                                                                                  |                                                                            |
| 6        | 外国人選手 マル秘武勇伝                                                                                         |                                                                            |
| 7        | 『プロ野球選手の奥様』                                                                                          | 田尾安志・宏子夫妻・福盛英恵                                               |
| 8        | 今も昔も魅力溢れる『東京ヤクルトスワローズ』                                                                    | ギャオス内藤・笘篠賢治・飯田哲也                                           |
| 9        | 夏休みSP オールスターゲームを語ろう                                                                             |                                                                            |
| 10       | 代打男 |                                                                            |
| 11       | ベテラン生き残り術                                                                                              |                                                                            |
| 12       | 甦る猛牛伝説 『1988.10.19』を忘れない                                                                           | 金村義明・阿波野秀幸・高沢秀昭・佐野正幸・小野浩慈                         |
| 13       | 広報だけの話 |                                                                            |
| 14       | ツバメ軍団の巣窟 戸田寮                                                                                         |                                                                            |
| 15       | スポーツライターここだけの話                                                                                    |                                                                            |
| 16       | 広島東洋カープここだけの話                                                                                      |                                                                            |
| 17       | 潜航御礼！サブマリンここだけの話                                                                                | 山田久志・松沼博久・渡辺俊介                                               |
| 18       | 今こそ語ろう！ホエールズ！                                                                                      |                                                                            |
| 19       | あの大歓声をもう一度！プロ野球浪人ここだけの話                                                                  | カズ山本・小宮山悟・元木大介                                               |
| 20       | 抑えはつらいよ！ 守護神ここだけの話                                                                             | 齊藤明雄・森繁和・高津臣吾                                                 |
| 21       | 酒と涙とプロ野球                                                                                                | 佐藤道郎・栗橋茂・金村義明                                                 |
| 22       | 寮長ここだけの話 〜名物寮長が語る スター選手秘話                                                                | 梅本正之・東山親雄・笘篠賢治                                               |
| 23       | プロ野球「虎の穴」 PL学園33期同窓会                                                                             | 立浪和義・野村弘樹・橋本清                                                 |
| 24       | 「仰木マジック」種明し！                                                                                        | 中西太・田口壮・金村義明                                                   |
| 25       | 「球界の風雲児」土橋正幸伝説                                                                                    | 土橋正幸・毒島章一・猿渡寛茂・岩本勉                                       |
| 26       | プロ野球出世物語                                                                                                | 大野豊・岡田幸文・内村賢介                                                 |
| 27       | 俺たち実力派！東都大学リーグを語ろう！                                                                          | 笘篠賢治・阿波野秀幸・若田部健一                                           |
| 28       | 甲子園春夏連覇！PL学園33期生同窓会第2弾                                                                         | 立浪和義・野村弘樹・橋本清・片岡篤史・宮本慎也                             |
| 29       | 「国民的行事」10.8 中日 vs 巨人の舞台裏                                                                         | 村田真一・橋本清・今中慎二                                                 |
| 30       | コーチはつらいよ！ここだけの話                                                                                  | 権藤博・土井正博・吉井理人・片岡篤史                                       |
| 31       | 「実況アナウンサー」ここだけの話                                                                                | 馬場鉄志・神田康秋・福井謙二                                               |
| 32       | 俺が開幕男だ！                                                                                                  | 山田久志・田尾安志・石毛宏典・清水直行                                     |
| 33       | 祝CS初出場！広島カープここだけの話                                                                              | 達川光男・北別府学・佐々岡真司・前田智徳                                   |
| 34       | 春夏連覇達成 PL学園33期生！同窓会第3弾！                                                                        | 立浪和義・野村弘樹・橋本清・片岡篤史・宮本慎也                             |
| 35       | 祝日本一！！楽天イーグルス 〜今明かされる波乱万丈の3289日〜                                                     | 田尾安志・山崎武司・山村宏樹・平石洋介                                     |
| 36       | 俺たち甲子園のスター！                                                                                          | 太田幸司・定岡正二・辻内崇伸・金村義明                                     |
| 37       | 今よみがえる猛虎伝説 85年阪神タイガース優勝ここだけの話                                                         | 川藤幸三・掛布雅之・岡田彰布・池田親興                                     |
| 38       | 春夏連覇達成 PL学園33期生！同窓会第4弾！                                                                        | 立浪和義・野村弘樹・橋本清・片岡篤史・宮本慎也                             |
| 39       | 1998横浜高校・ここだけの話                                                                                      | 小池正晃・後藤武敏・常盤良太・松本勉（ともに横浜高OB）                     |
| 40       | 5年に一度やってくる 千葉ロッテのゴールデンイヤー                                                                | 福浦和也・今江敏晃・薮田安彦・里崎智也・谷保恵美（VTR出演）                |
| 41       | 「六大学野球×東都大学野球」ここだけの話                                                                         | 和田毅・後藤武敏・館山昌平・江草仁貴・木佐貫洋                             |
| 42       | 甲子園春夏連覇！PL学園33期同窓会 第5弾！ ～祝！39期生・松井稼頭央、日本通算2000本安打達成、清原和博出演記念SP～ | 清原和博・立浪和義・橋本清・片岡篤史・松井稼頭央                           |
| 43       | 球春到来!プロ野球キャンプここだけの話 ～沖縄キャンプ発祥の地・名護を語ろう!～                                   | 片岡篤史・岩本勉・金子誠                                                   |
| 44       | 祝優勝!「ワシらも待った25年 最強カープここだけの話                                                              | 達川光男・長内孝・金石昭人                                                 |
| 45       | ～番長よ永遠に～三浦大輔ここだけの話                                                                            | 野村弘樹・三浦大輔・谷繁元信                                               |
| 46       | 審判 ここだけの話                                                                                               | 小林晋・篠宮慎一・金村義明                                                 |
| 47       | 特別編 ～エースここだけの話～                                                                                   | 菅野智之・岸孝之・涌井秀章                                                 |
| 48       | 星野仙一 ここだけの話                                                                                           | 田淵幸一・立浪和義・寺尾博和                                               |
| 49       | 特別編 プロ野球ニュース ここだけの話                                                                            | 佐々木信也・福井謙二・中井美穂・西山喜久恵・平松政次・大矢明彦・長谷川晶一 |
| 50       | プロ野球監督 ここだけの話                                                                                       | 達川光男・岡田彰布・里崎智也                                               |
| 51       | 捕手の神髄 ここだけの話                                                                                         | 大矢明彦・古田敦也・谷繁元信                                               |
| 52       | 悲劇のエース ここだけの話                                                                                       | 黒木知宏・斉藤和巳・岩本勉                                                 |
| 53       | 巨人歴代四番ここだけの話                                                                                        | 中畑清・大久保博元・鷲田康                                                 |
| 54       | 新天地での挑戦 移籍 ここだけの話                                                                                | 金村義明・森本稀哲・五十嵐亮太                                             |
| 55       | 「伝説の野球人 関根潤三」 ～ありがとう あなたを忘れない～                                                       | 高木豊・長嶋一茂・川崎憲次郎                                               |
| 56       | 鉄人 ここだけの話                                                                                               | 山本昌・鳥谷敬・高木豊                                                     |
| 57       | "韋駄天"ここだけの話                                                                                            | 高橋慶彦・笘篠賢治・福地寿樹                                               |
| 58       | 「完全試合」ここだけの話                                                                                        | 井口資仁・橘髙淳・館山昌平                                                 |